# Турка (станція)
Ту́рка — проміжна залізнична станція Львівської дирекції Львівської залізниці на лінії Самбір — Чоп між станціями Явора (6 км) та Яблонка (6 км). Розташована у місті Турка Самбірського району Львівської області.

## Історія
Станція відкрита 24 серпня 1905 року у складі другої черги залізничної лінії Самбір — Сянки від станції Стрілки до Сянків. Первинна назва станції — Турка-над-Стриєм. Сучасна назва вживається після 1952 року.
1968 року станцію електрифіковано постійним струмом (=3 кВ) в складі дільниці Самбір — Чоп.

## Пасажирське сполучення
На станції зупиняються приміські електропоїзди сполученням Львів — Сянки.
З 12 грудня 2021 року на станції Турка призначена зупинка поїзду далекого сполучення Київ — Чоп.